# Eucera

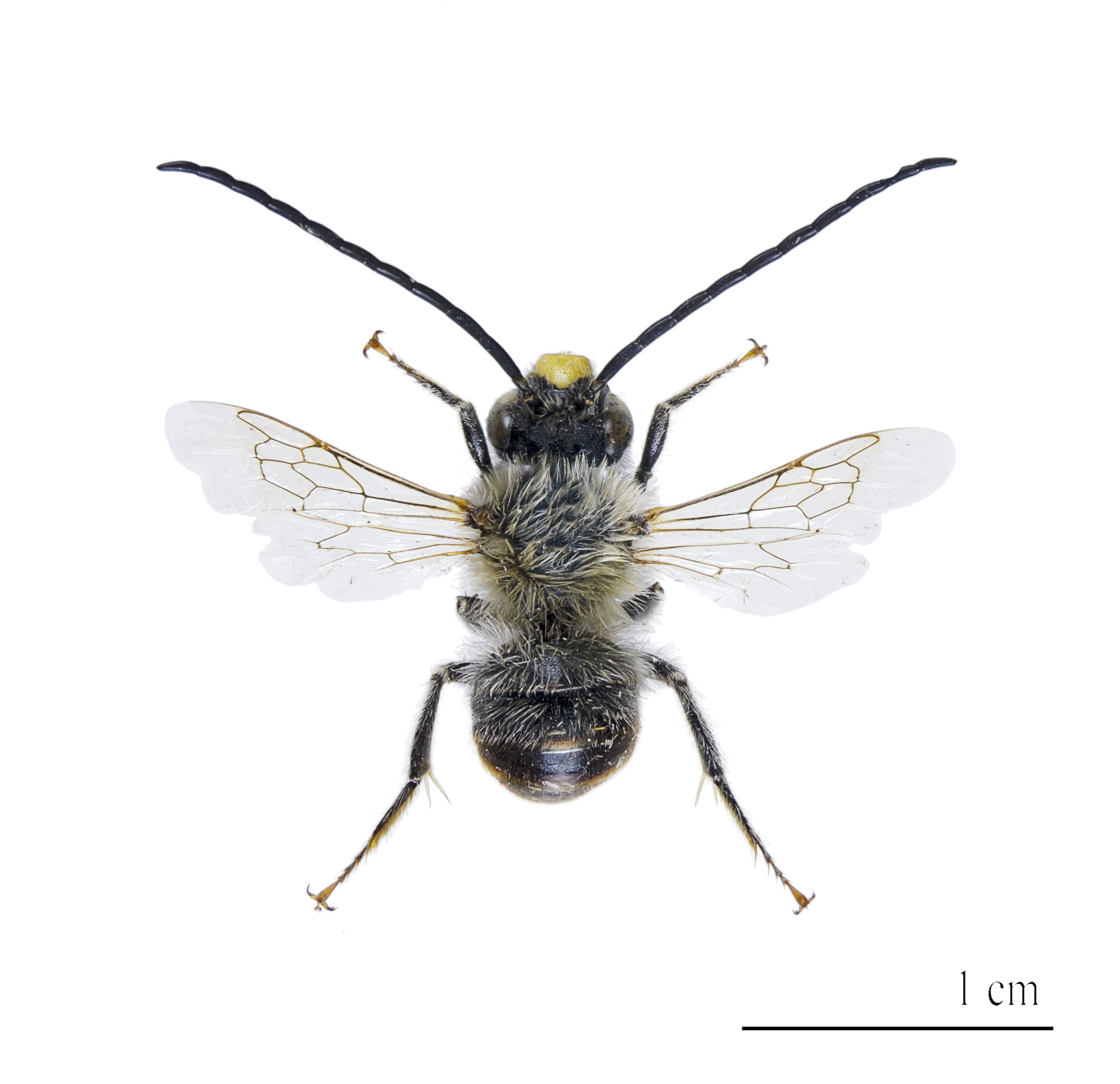
Eucera nigrescens

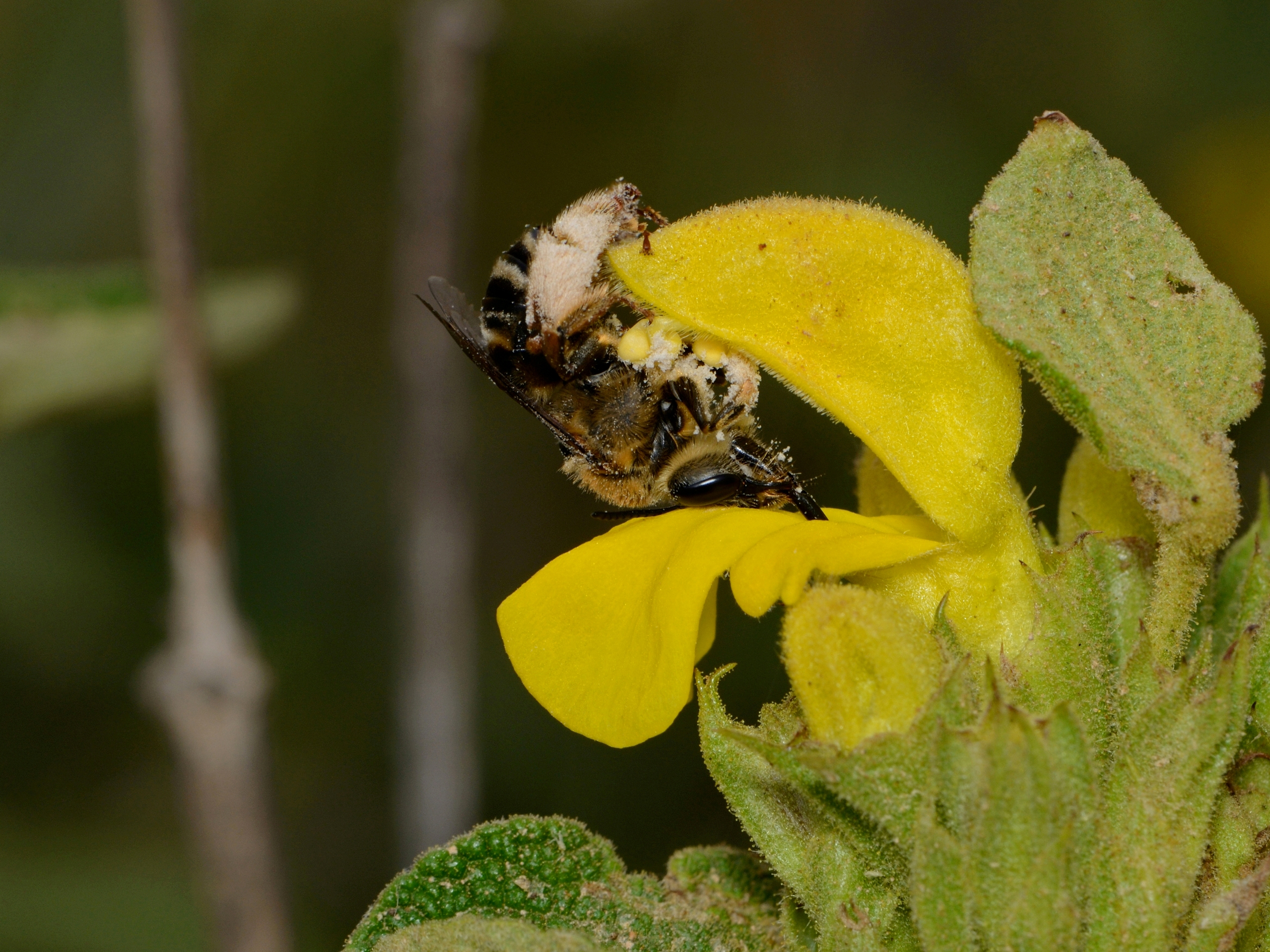
Eucera plumigera

Eucera Scopoli, 1770 è un genere di insetti apoidei della famiglia Apidae, diffuso in Europa, Nord Africa e Asia.

## Tassonomia
Comprende le seguenti specie:
- Eucera acerba
- Eucera actuosa
- Eucera acutangula
- Eucera aegyptiaca
- Eucera aethiops
- Eucera affinis
- Eucera afghana
- Eucera africana
- Eucera albescens
- Eucera albicans
- Eucera albida
- Eucera albilabris
- Eucera albofasciata
- Eucera albopunctulata
- Eucera alborufa
- Eucera algeriensis
- Eucera algira
- Eucera alternans
- Eucera amoena
- Eucera ampla
- Eucera amsinckiae
- Eucera analis
- Eucera angustifrons
- Eucera arachosiae
- Eucera aragalli
- Eucera argyrophila
- Eucera armeniaca
- Eucera aterrima
- Eucera atra
- Eucera atrata
- Eucera atriceps
- Eucera atricornis
- Eucera atriventris
- Eucera augusti
- Eucera baeri
- Eucera bakeri
- Eucera barbata
- Eucera barbiventris
- Eucera basizona
- Eucera belfragii
- Eucera bibalteata
- Eucera bicolor
- Eucera bidentata
- Eucera bifasciata
- Eucera binominata
- Eucera birkmanniella
- Eucera blanda
- Eucera brachycera
- Eucera brevicornis
- Eucera caffra
- Eucera californica
- Eucera carolinensis
- Eucera caspica
- Eucera cercidis
- Eucera chinensis
- Eucera chrysobotryae
- Eucera chrysophila
- Eucera chrysopyga
- Eucera chrysura
- Eucera cineraria
- Eucera cinerascens
- Eucera cingulata
- Eucera clypeata
- Eucera coangustata
- Eucera coelebs
- Eucera collaris
- Eucera commixta
- Eucera conditi
- Eucera conformis
- Eucera continua
- Eucera cordleyi
- Eucera crenulaticornis
- Eucera cressoniana
- Eucera cunicularia
- Eucera curvitarsis
- Eucera dalmatica
- Eucera dasypoda
- Eucera deceptrix
- Eucera decipiens
- Eucera decora
- Eucera delphinii
- Eucera dentata
- Eucera desertorum
- Eucera diana
- Eucera difficilis
- Eucera dimidiata
- Eucera discoidalis
- Eucera distincta
- Eucera distinguenda
- Eucera donata
- Eucera dorsata
- Eucera douglasiana
- Eucera doursana
- Eucera dubitata
- Eucera dufourii
- Eucera duvancelii
- Eucera edwardsii
- Eucera elegans
- Eucera elongatula
- Eucera ephippia
- Eucera errans
- Eucera eucnemidea
- Eucera excisa
- Eucera fasciata
- Eucera fasciatella
- Eucera fedtschenkoi
- Eucera ferghanica
- Eucera ferruginea
- Eucera fischeri
- Eucera flagellicornis
- Eucera floralia
- Eucera fonscolombei
- Eucera frater
- Eucera fulvescens
- Eucera fulvicornis
- Eucera fulvitarsis
- Eucera fulviventris
- Eucera fulvohirta
- Eucera furfurea
- Eucera fusca
- Eucera fuscipes
- Eucera fuscotincta
- Eucera glauca
- Eucera graeca
- Eucera graia
- Eucera grisea
- Eucera grohmanni
- Eucera haemorrhoidalis
- Eucera hamata
- Eucera helvola
- Eucera hirsuta
- Eucera hirsutissima
- Eucera hispana
- Eucera hofferi
- Eucera hurdi
- Eucera ignota
- Eucera illinoensis
- Eucera interrupta
- Eucera invaria
- Eucera kullenbergi
- Eucera lanata
- Eucera latreillei
- Eucera lepida
- Eucera lineata
- Eucera longicornis
- Eucera lunata
- Eucera lutziana
- Eucera lycii
- Eucera lyncea
- Eucera maculata
- Eucera malvae
- Eucera marginata
- Eucera mastrucata
- Eucera mauritaniae
- Eucera melaleuca
- Eucera metallescens
- Eucera mimica
- Eucera modesta
- Eucera mohavensis
- Eucera monozona
- Eucera montezuma
- Eucera morawitzi
- Eucera morosa
- Eucera nana
- Eucera nigrescens
- Eucera nigrifacies
- Eucera nigrilabris
- Eucera nigripes
- Eucera nigrolabiata
- Eucera nigrothoracica
- Eucera notata
- Eucera numida
- Eucera obliterata
- Eucera obscura
- Eucera olivieri
- Eucera oraniensis
- Eucera oribazi
- Eucera orientalis
- Eucera ornata
- Eucera pagosana
- Eucera pallidihirta
- Eucera parnassia
- Eucera pedata
- Eucera pendeensis
- Eucera phaceliae
- Eucera pilosa
- Eucera placens
- Eucera polita
- Eucera pollinaris
- Eucera pollinosa
- Eucera pomeranzevii
- Eucera primiveris
- Eucera proxima
- Eucera pulvinata
- Eucera puncticollis
- Eucera punctulata
- Eucera pusilla
- Eucera pygialis
- Eucera quadricincta
- Eucera radoszkovskii
- Eucera reversa
- Eucera rosae
- Eucera rubricata
- Eucera rufescens
- Eucera ruficornis
- Eucera rufipes
- Eucera salicariae
- Eucera sarachensis
- Eucera scabiosae
- Eucera seminuda
- Eucera senex
- Eucera sociabilis
- Eucera sogdiana
- Eucera spatulata
- Eucera speciosa
- Eucera spectabilis
- Eucera spoliata
- Eucera squamosa
- Eucera stretchii
- Eucera strigata
- Eucera suavis
- Eucera subaurata
- Eucera subhaemorrhoa
- Eucera subundulata
- Eucera subvillosa
- Eucera tedshenensis
- Eucera tegularis
- Eucera tenuimarginata
- Eucera terminata
- Eucera texana
- Eucera thoracica
- Eucera tibialis
- Eucera tomentosa
- Eucera transcaspica
- Eucera transitoria
- Eucera tricincta
- Eucera tricinctella
- Eucera trizona
- Eucera truttae
- Eucera turcestanica
- Eucera turcomannica
- Eucera unicincta
- Eucera ursina
- Eucera velutina
- Eucera venezuelae
- Eucera venusta
- Eucera vernalis
- Eucera vestita
- Eucera vetula
- Eucera vetusta
- Eucera vicina
- Eucera vidua
- Eucera virgata
- Eucera vittigera
- Eucera vulpes
- Eucera zeta
- Eucera zonata